# Bowden Glacier
Bowden Glacier är en glaciär i Antarktis. Den ligger i Östantarktis. Nya Zeeland gör anspråk på området. Bowden Glacier ligger 1 626 meter över havet.
Terrängen runt Bowden Glacier är kuperad åt nordost, men åt sydväst är den bergig. Trakten är obefolkad. Det finns inga samhällen i närheten. 